# Kościół św. Wawrzyńca w Nowej Słupi
Kościół świętego Wawrzyńca w Nowej Słupi – rzymskokatolicki kościół parafialny znajdujący się w mieście Nowa Słupia, w województwie świętokrzyskim. Należy do dekanatu Święty Krzyż diecezji sandomierskiej.

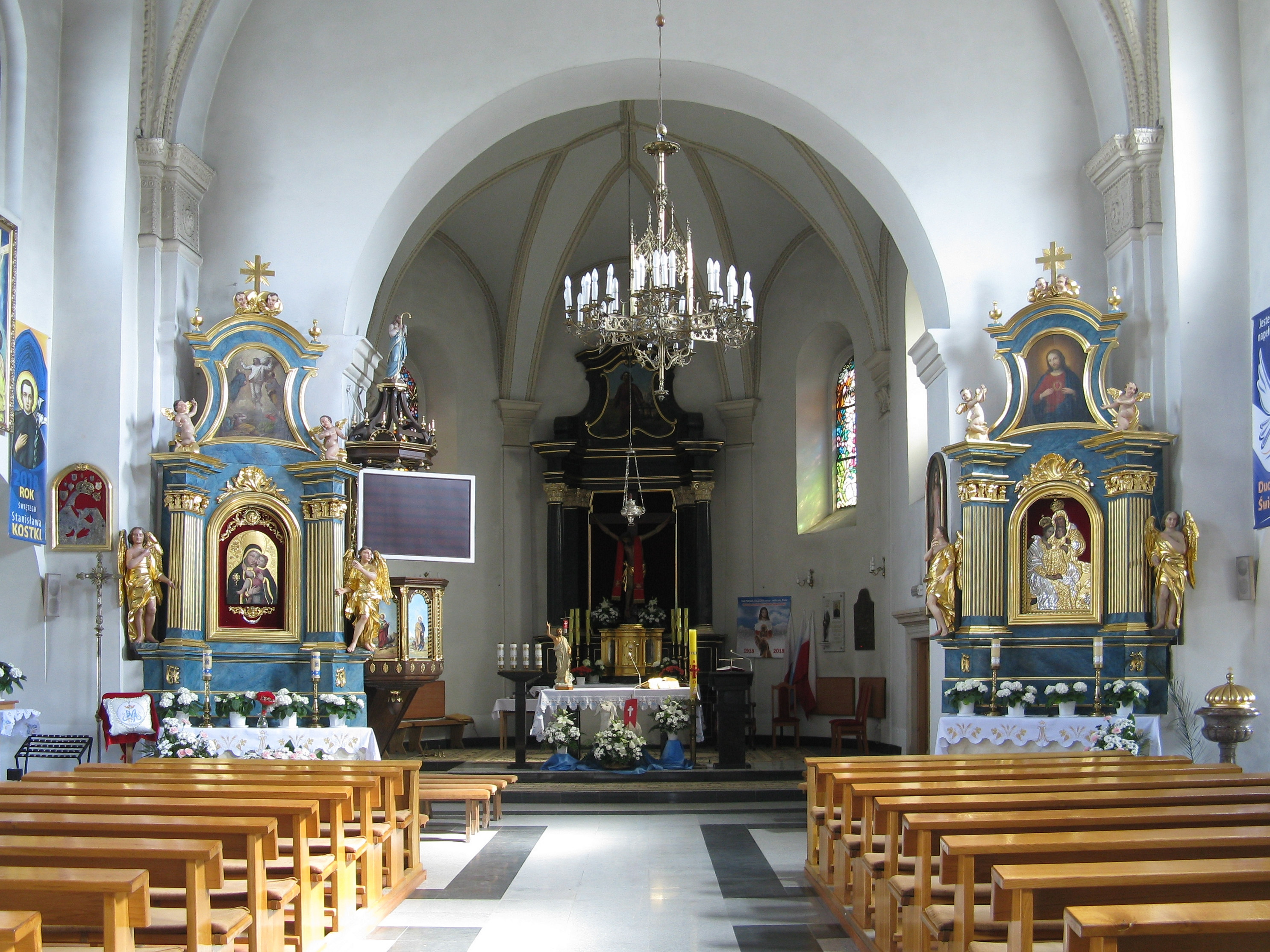
Wnętrze świątyni

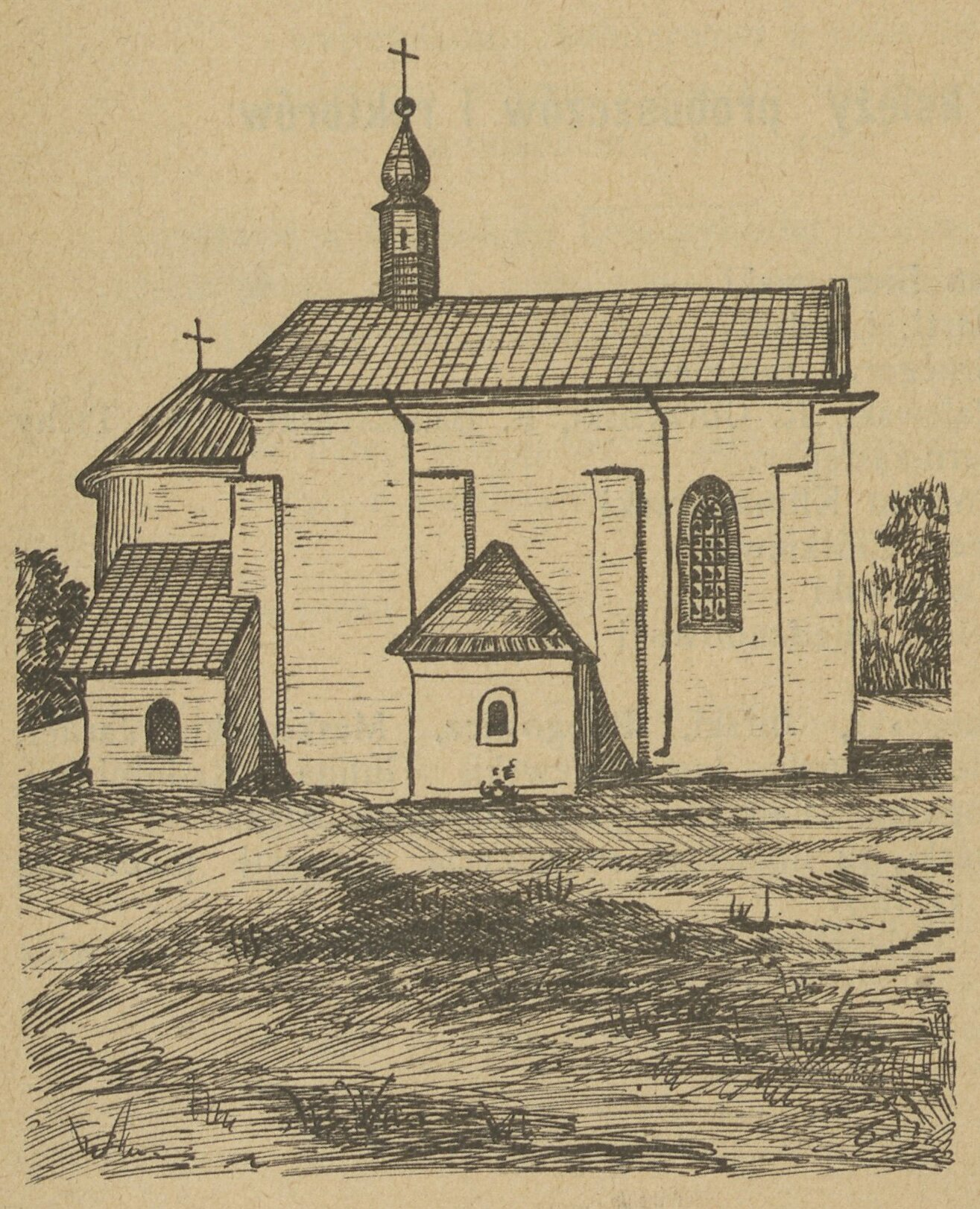
Kościół przed 1907

Świątynia powstała na miejscu drewnianej, wzniesionej pod koniec XIV wieku, która została spustoszona i częściowo zniszczona w wyniku najazdu Tatarów w 1500 i 1502 roku. Z biegiem czasu zaczęła popadać w ruinę. Z jednego ze źródeł, datowanego na rok 1597, wynika, że kościół był "dobrze pokryty", ale "o ścianach od fundamentu już zmurszałych i nadwątlonych". Świątynia posiadała trzy ołtarze, w tym główny, wybudowany z kamienia. Otaczały ją zabudowania kościelne: dzwonnica i kostnica oraz pozostający w ruinie budynek szkoły.
Obecna świątynia została wzniesiona około 1656 roku przez benedyktyna, księdza Macieja Sekulskiego. Początkowo była kościołem filialnym parafii w Starej Słupi. Jest to budowla wybudowana z kamienia o jednej nawie. W dniu 23 maja 1678 roku została utworzona parafia św. Wawrzyńca w Nowej Słupi – tym samym kościół zyskał rangę parafialnego. Nieznana jest data konsekracji świątyni. Dzięki staraniom proboszcza S. Gruszki, budowla została w 1960 roku rozbudowana o dwie nawy boczne. W 1982 roku kościół został odrestaurowany na zewnątrz z powodu pękniętych ścian. W 1990 wnętrze świątyni zostało wymalowane. Zostały również odnowione: dach i elewacja zewnętrzna. Budowla jest orientowana i reprezentuje styl późnogotycki.